# Dorcadion arenarium
Dorcadion arenarium — вид жесткокрылых из семейства усачей.

## Распространение
Распространён в Словении, Хорватии, Сербии, Черногории, Албании, Боснии и Герцеговине, Румынии и Польше.

## Подвиды и вариации
- подвид: Dorcadion arenarium abruptum Germar, 1839 (= )
- подвид: Dorcadion arenarium arenarium (Scopoli, 1763)} (= Cerambyx arenarius Scopoli, 1763; Cerambyx pedestris Linné, 1767; Pedestredorcadion arenarium arenarium (Scopoli, 1763)) — распространён в Словении, Хорватии, Боснии и Герцеговине, Румынии и Польше

- Вариация: Dorcadion arenarium arenarium var. dalmatinum Müller, 1905
- Вариация: Dorcadion arenarium arenarium var. muelleri Depoli, 1912

- подвид: Dorcadion arenarium hypsophilum Müller, 1905 — распространён в Хорватии, Боснии и Герцеговине, Сербии и Черногории.
- подвид: Dorcadion arenarium rubrimembre Pic, 1917 — распространён в Хорватии, Боснии и Герцеговине, Сербии и Черногории и Албании.
- подвид: Dorcadion arenarium shkypetarum Heyrovsky, 1937 — распространён в Албании
- подвид: Dorcadion arenarium subcarinatum Müller, 1905 (= Pedestredorcadion arenarium subcarinatum (Müller, 1905))

- Вариация: Dorcadion arenarium subcarinatum var. aemilianum Depoli
- Вариация: Dorcadion arenarium subcarinatum var. cellesiae Depoli
- Вариация: Dorcadion arenarium subcarinatum var. latiale Depoli
- Вариация: Dorcadion arenarium subcarinatum var. luigionii Depoli
- Вариация: Dorcadion arenarium subcarinatum var. marsicanum Fracassi
- Вариация: Dorcadion arenarium subcarinatum var. sabaudum Pic
- Вариация: Dorcadion arenarium subcarinatum var. schatzmayri Depoli
- Вариация: Dorcadion arenarium subcarinatum var. subsabaudum Breuning